# Forum Boarium

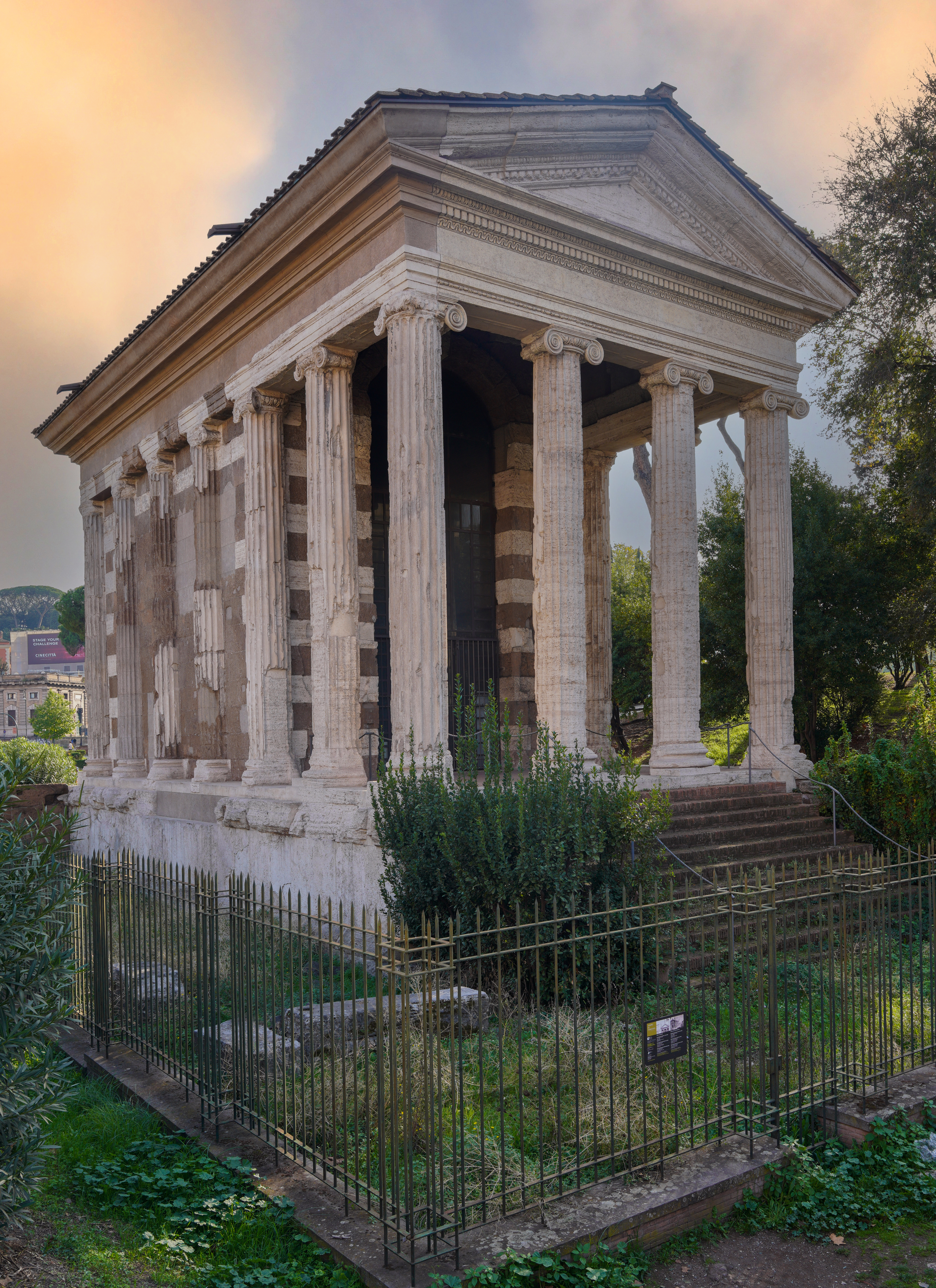
Portunus temploma / Fortuna Virilis temploma

A Forum Boarium (olaszul Foro Boario) Róma egyik nevezetessége, a mai Piazza della Bocca della Verità tere, az ókori római marhapiac területe. A Tiberis közelében fekszik. 
Születése még a római királyság idejére tehető, Lucius Tarquinius Priscus nevéhez fűződik. Ő vetette meg a Juppiter Optimus Maximus Capitolinus templomának, valamint a Palatinus és az Aventinus közti völgyben (vallis Murica) a Circus Maximusnak az alapját. A cloacák, főleg a Cloaca Maxima építésével kiszárította a Capitolinus és a Palatinus dombok közét, ahol a vásárterek (Forum Romanum és Forum Boarium) nyertek helyet, s ahol a Velabrum is lakhatóvá vált. 
Az ókorban itt helyezkedett el az egyik fontos római kereskedelmi kikötő, a Portus Tibericus. 
Templomait az i. e. 2. században emelték, s a középkorban keresztény templomokká alakították őket.  
- Portunus temploma vagy korábban Fortuna Virilis temploma: a görög és római építészet ötvöződése figyelhető meg az épületen. Alapja téglalap. Eredetileg a folyók és kikötők istenének szánták. Egy alacsony emelvényre húzták fel a négy ión oszlop által tartott homlokzatot. Oldalait 12 oszlop tartja. A cellafalakat tufából készítették, egykor Portunus szobra állt itt.

- Hercules Victor temploma vagy Vesta-templom, ehhez tartozott egykoron Hercules Triumphalis szobra, amely mára elveszett. Nem azonos a Forum Romanumon álló Vesta-templomokkal, kisebb kerek alaprajzú épület Portunus templomának közelében.

A téren áll még: 
- Santa Maria in Cosmedin-templom: eredetileg 6. században felhúzott épület, helyén egykor a marhavásárok nagy piaca feküdt. Előcsarnokában a több legenda övezte Igazság Szája helyezkedik el.

- Ianus íve: Tartották diadalívnek és a marhakereskedők üzlethelyének, a középkorban toronyerődöt építettek rá.